# Державна пробірна служба України
Державна пробірна служба України — колишній центральний орган виконавчої влади, діяльність якого спрямовувалася і координувалася Кабінетом Міністрів України через Міністра фінансів України, а основними завданнями були реалізація державної політики у сфері державного пробірного контролю та внесення пропозицій щодо її формування.
Пробірний контроль — це нагляд за якістю дорогоцінних металів, дорогоцінного каміння, виробів з них та матеріалів, що містять дорогоцінні метали, за виконанням операцій із зазначеними цінностями.

## Історія
Державна пробірна служба України була утворена у 2011 році і стала правонаступником Державної пробірної служби — урядового органу, що діяв у системі Міністерства фінансів України, який у свою чергу був правонаступником Державної пробірної палати.
В рамках проведення реформи державних контролюючих органів та дерегуляції господарської діяльності згідно з постановою Кабінету Міністрів України щодо оптимізації системи центральних органів виконавчої влади № 442 від 10.09.2014 року Державну пробірну службу України було ліквідовано, поклавши функції з реалізації державної політики у сфері державного пробірного контролю на Міністерство фінансів, а функції із захисту прав споживачів виробів з дорогоцінних металів і дорогоцінного каміння - на Державну службу з питань безпечності харчових продуктів та захисту споживачів.